# Шерман Адамс
Ллевелін Шерман Адамс (англ. Llewelyn Sherman Adams; нар. 8 січня 1899, Іст-Довер, Вермонт — пом. 27 жовтня 1986, Гановер, Нью-Гемпшир) — американський бізнесмен і політик-республіканець. Він був 77-м губернатором штату Нью-Гемпшир з 1949 по 1953 рр. і главою Адміністрації Президента США Дуайта Ейзенхауера з 1953 по 1958 рр.
Адамс служив у Першій світовій війні у складі Корпусу морської піхоти США. У 1920 р. він здобув ступінь бакалавра в Дартмутському коледжі. Потім він працював у паперовій промисловості й банківському секторі.
Він був членом Палати представників Нью-Гемпширу, нижньої палати законодавчих зборів штату, з 1941 по 1944 рр., з 1943 по 1944 рр. був її спікером. Адамс був членом Палати представників США з 1945 по 1947 рр. У 1946 р. він був кандидатом у губернатори штату Нью-Гемпшир, але програв республіканські праймеріз діючому губернатору Чарльзу M. Дейлу.
Адамс був похований на цвинтарі Ріверсайд у Лінкольні, Нью-Гемпшир.